# Janine Abbring
Janine Abbring (Groningen, 5 februari 1976) is een Nederlands programmamaakster, tekstschrijfster, journaliste en presentatrice. Naamsbekendheid kreeg Abbring sinds 2009 door de rubriek De Jakhalzen van De Wereld Draait Door en van 2017 t/m 2022 door de presentatie van het VPRO-programma Zomergasten. Voor haar interview in Zomergasten met de Amsterdamse burgemeester Eberhard van der Laan kreeg ze de Sonja Barend Award. Op NPO Radio 1 en later ook op televisie presenteerde ze het BNNVARA-programma Vroege Vogels.

## Jeugd en woonplaatsen
Samen met haar ouders en zus woonde Janine Abbring in Roden. Later verhuisde de familie naar Warffum. Op haar nieuwe middelbare school werd ze gepest, waardoor ze vertrok naar een andere school. In 1994 ging ze journalistiek studeren aan Windesheim in Zwolle, afstudeerrichting Geschreven Pers. Na haar afstuderen in 1999 ging ze aan de slag bij de kunstredactie van het Groninger Dagblad, waar ze drie jaar werkte tot ze in 2001 overstapte naar RTV Noord. Sinds 2006 woonde ze in een boerderijtje in Westeremden, met een bomentuin van ruim 10.000 vierkante meter. Daarnaast had ze een kleine woonark in Loosdrecht. In 2014 verhuisde ze naar Amsterdam. In de zomer van 2018 vertrok ze naar Hilversum.

## Eerste bekendheid (2001-2007)
In 2001 maakte Abbring haar tv-debuut in het muziekprogramma Top of the Pops.
Ze trad onder het pseudoniem Tido samen met Slimme Schemer (Arjen Lubach) op met het lied Jelle, een parodie op het lied Stan (van Dido en Eminem), oorspronkelijk bedoeld als grap rond Noorderslag.
In de zesde week van 2001 behaalde het lied de derde positie in de Nederlandse Top 40. In 2013 trad het duo voor 3FM Serious Request nog een keer op in het Glazen Huis.
In 2001 begon ze als verslaggeefster en presentatrice bij de regionale zender RTV Noord. In 2007 richtte ze haar eigen productiebedrijf Nine Lives op. Een van haar opdrachtgevers was RTV Noord waarvoor ze een tiendelige televisieserie over Delfzijl maakte, 30 dagen Delfzijl. In augustus 2007 stopte ze bij die omroep.

## Nationale bekendheid (2009-2011)
Van 1 april 2009 tot begin maart 2011 was ze een van De Jakhalzen in het televisieprogramma De Wereld Draait Door, waarmee ze voor het eerst nationale bekendheid verkreeg. Op 21 maart 2011 maakte de VARA bekend dat Abbring overstapte naar het programma Vroege Vogels, naast Menno Bentveld. Vanaf april 2011 presenteerde Abbring zowel een televisie- als radioprogramma onder die naam.

## Ongeluk en herstel (2012-2013)
Op 8 juni 2012 raakte Abbring ernstig gewond tijdens opnames in Zuid-Afrika voor het tv-programma Wie is de Mol? Zij verbrijzelde een van haar ruggenwervels bij een 11 meter hoge sprong in het water. Tijdens een operatie in Pretoria werden vier wervels met een stalen constructie aan elkaar vastgezet. Ook werd een rib verwijderd en vermalen waaruit een vervangende wervel werd gemaakt.
Door het ongeluk werd Abbrings kortstondige deelname aan Wie is de Mol 2013 voortijdig bekend (normaal worden de deelnemers pas ruim na de opnames bekendgemaakt). Het verhaal van haar ongeluk leidde ook tot grotere bekendheid en een verdrievoudiging van het aantal interviews. Het seizoen waarin zij te zien was werd uiteindelijk beloond met de Gouden Televizier-Ring 2013.

## 2013-heden
In 2013 werd Abbring door de stichting Amivedi genomineerd voor de verkiezing van Grootste Dierenvriend. Ze trok zich terug nadat bleek dat de uitreiking in Dolfinarium Harderwijk zou plaatsvinden. Abbring noemde het een "ongelukkige keus, omdat een ideële organisatie zich op deze manier verbindt aan een commerciële partij die in dierenbeschermingskringen omstreden is." In 2013 deed Abbring mee aan het tv-programma De Slimste Mens.
Abbring verzorgt sinds 13 februari 2014 wekelijks items in het programma Factcheckers en ze is sinds september 2014 freelance-eindredacteur van het televisieprogramma Zondag met Lubach. In 2017 won dit programma de Gouden Televizier-Ring. Hiermee won voor de tweede keer een programma waaraan Abbring meewerkte deze prijs.
In 2015 maakte ze haar laatste seizoen voor Vroege Vogels, om vanaf het derde seizoen van Zondag met Lubach fulltime als eindredacteur voor dat programma aan de slag te gaan. Tevens is ze eindredacteur van het programma Beestieboys. Sinds de zomer van 2017 is ze weer af en toe, nu als gastpresentator, bij het programma Vroege Vogels.
Sinds 2022 is Abbring eindredacteur van De Avondshow met Arjen Lubach en opvolger LUBACH.
In mei 2023 was Abbring gastvrouw en interviewde voormalig Amerikaans president Barack Obama in het Ziggo Dome bij het evenement "An Evening with President Barack Obama". Abbring is actief als dagpresentator voor het Ministerie van Justitie, Triodos Bank, NautaDutilh en het UMCG. Daarnaast maakt ze reclame voor pensioenbank Brand New Day.

### Zomergasten
Van 2017 t/m 2022 presenteerde Abbring het VPRO tv-programma Zomergasten. In NRC Handelsblad werd Abbring geprezen om haar open en geïnteresseerde interview-stijl: "Ze interviewde voor zichzelf, niet voor de kijker. Interrumpeerde gasten, soms iets te, gemakkelijk. Dweept niet, pleaset niet, waar bij vorige presentatoren afgoderij dreigde". In 2022 stopte ze na zes jaar met het presenteren van dit programma.
In december 2021 maakte Abbring voor het eerst ook een serie Wintergasten, waarin internationale beroemdheden te gast waren. Zij zet deze presentatie voort.

## Privé
Abbring had tussen 2001 en 2007 een knipperlichtrelatie met komiek Arjen Lubach, met wie ze het liedje Jelle maakte. In 2022 heeft ze een relatie met presentator Jeroen Wollaars.

## Onderscheidingen
- 2017 - Sonja Barend Award voor haar interview met Eberhard van der Laan in Zomergasten
- 2017 - Meest invloedrijke vrouw van Nederland in de categorie Media in de Opzij Top 100 van het feministische maandblad Opzij